# Madeleine Bonzi
Madeleine Bonzi est une athlète burkinabé.

## Carrière
Madeleine Bonzi remporte aux Jeux africains de 1978 la médaille de bronze du pentathlon.